# Envis trägnagare
Envis trägnagare, Hadrobregmus pertinax är en skalbaggsart som först beskrevs av Carl von Linné 1758.  Envis trägnagare ingår i släktet Hadrobregmus, och familjen trägnagare, Ptinidae. Arten har livskraftiga, (LC) populationer i både Sverige och Finland.

## Bildgalleri

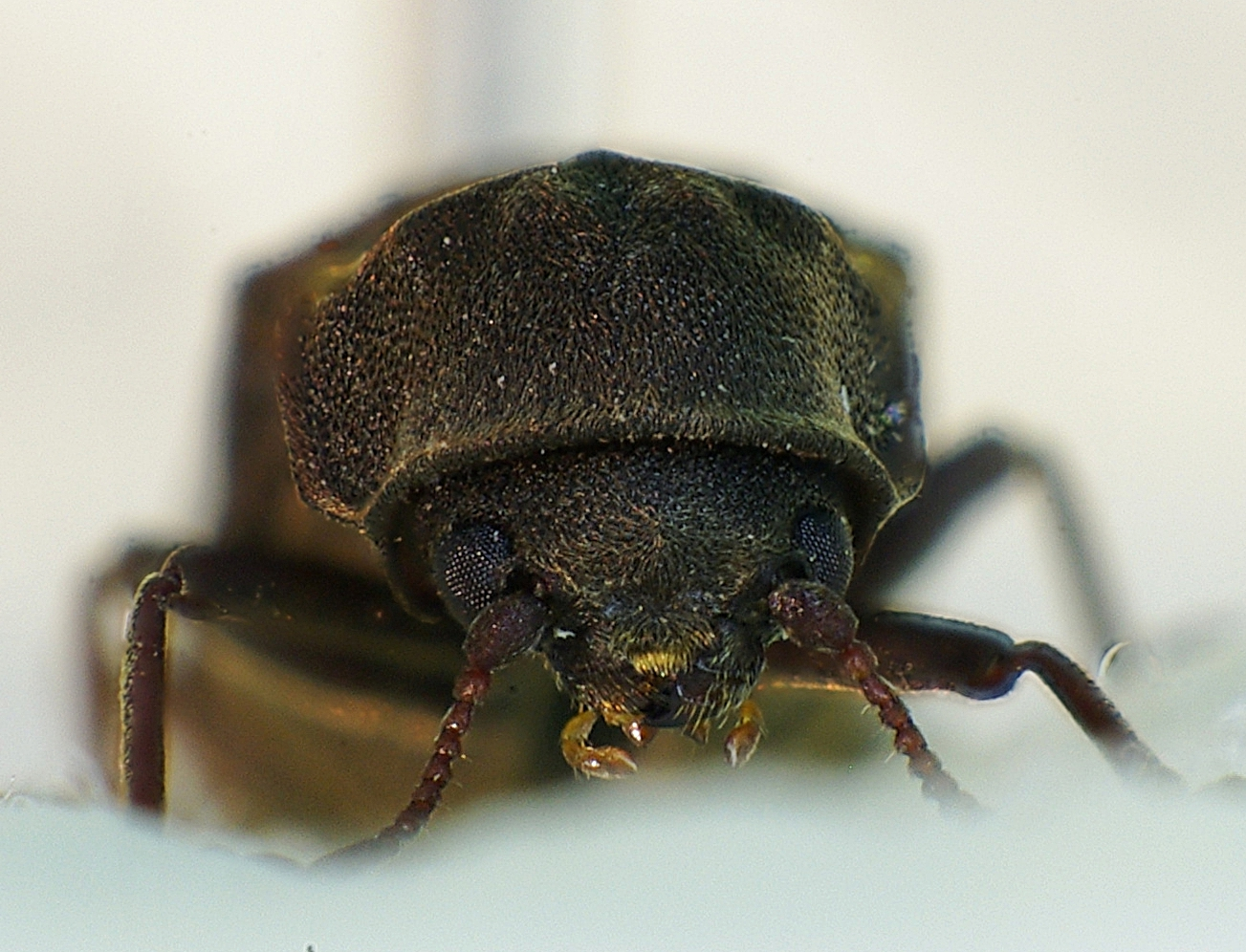
Imago skalbagge, framifrån
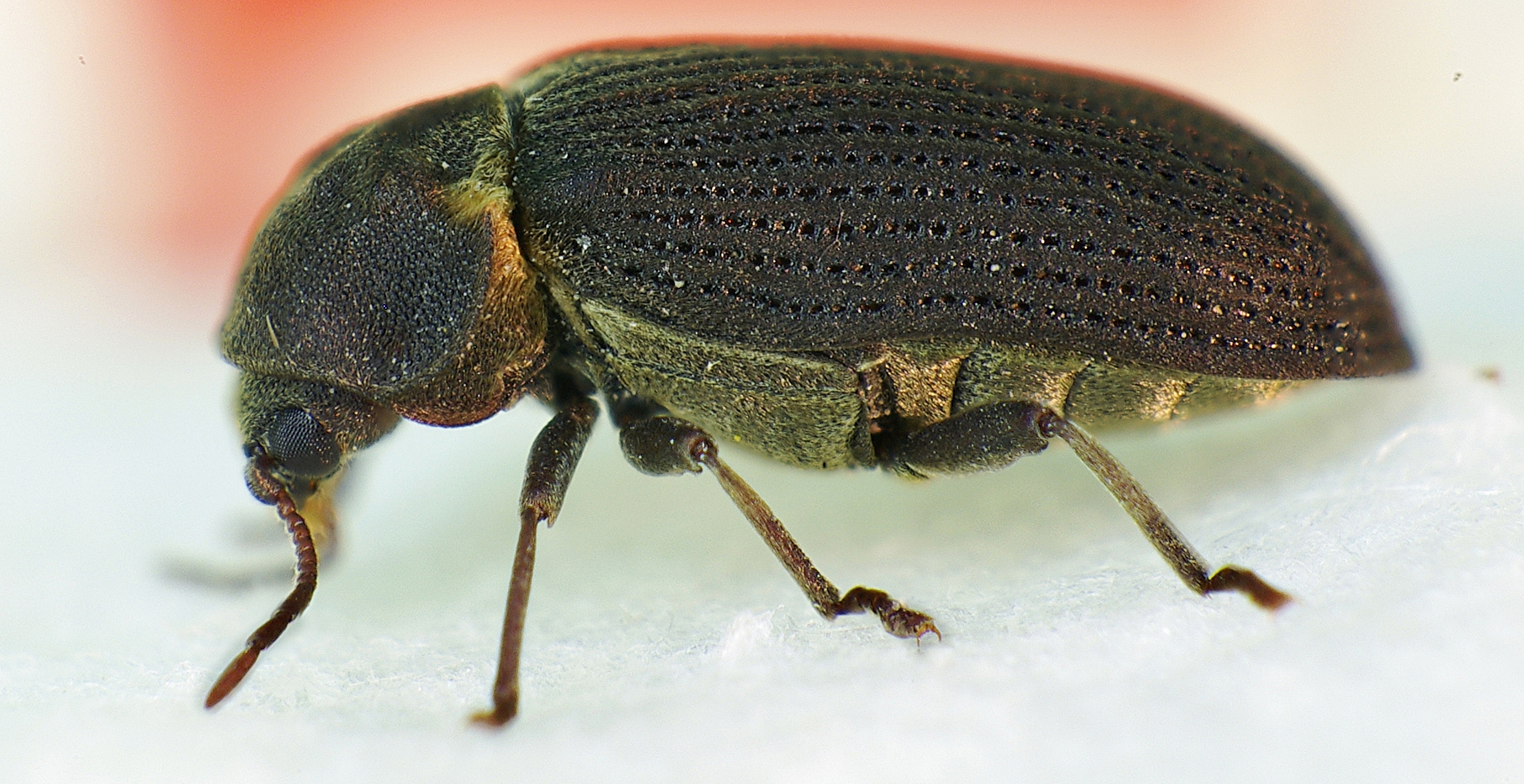
Imago skalbagge, från sidan
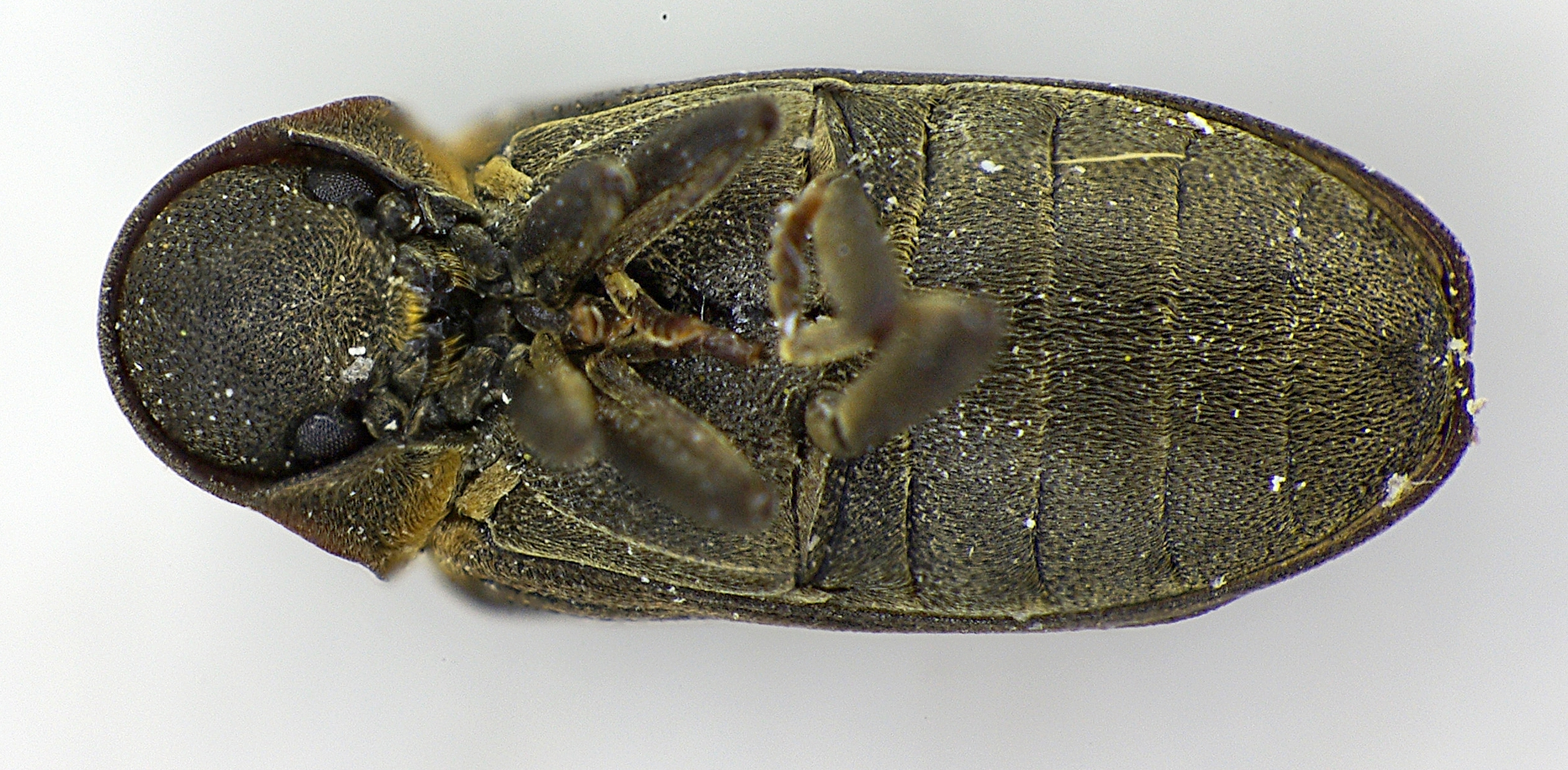
Imago skalbagge, undersida
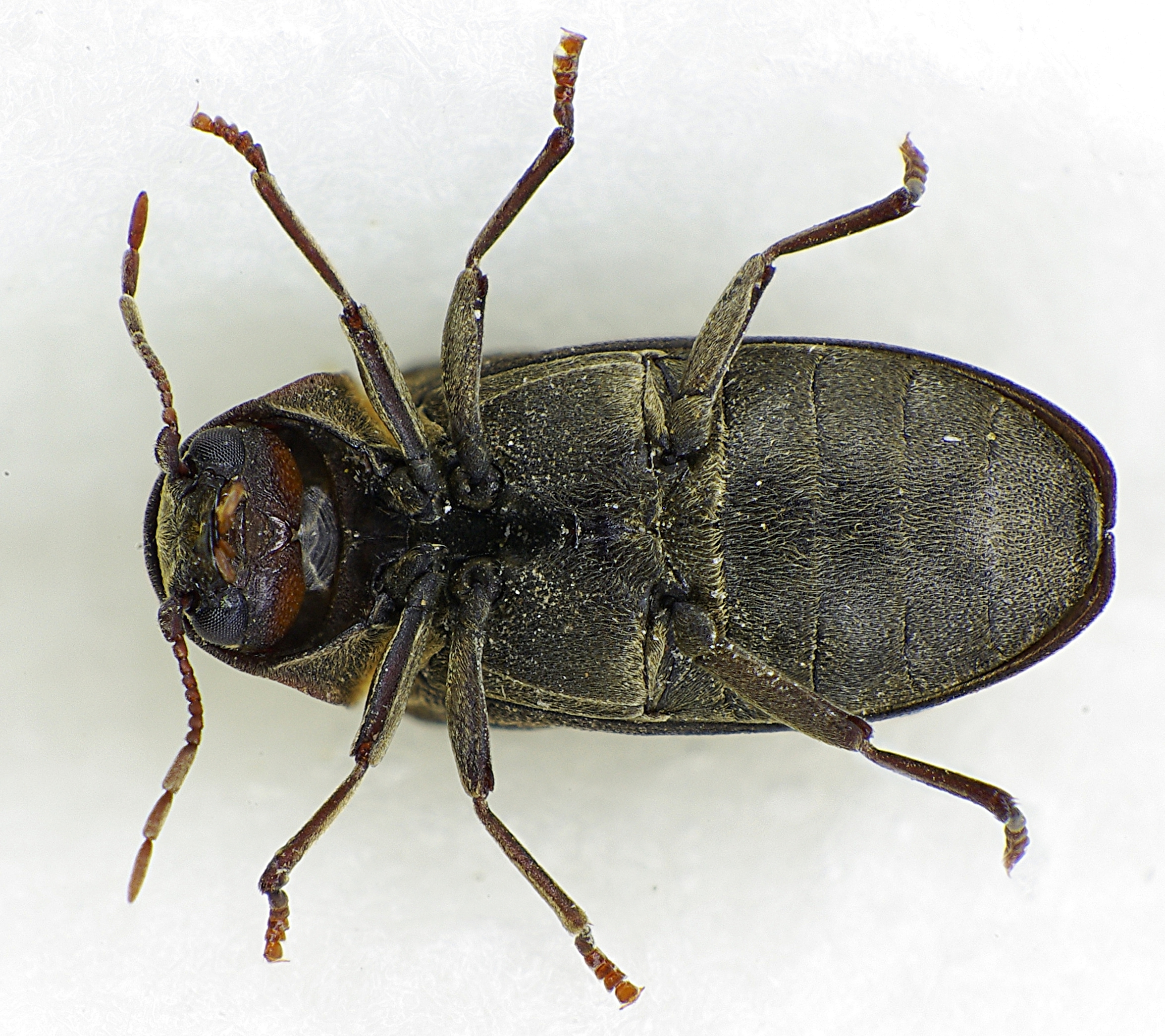
Imago skalbagge, undersida